# Slivovitz (gruppo musicale)
Gli Slivovitz sono un gruppo Jazz-rock con forti influenze etniche, nato a Napoli nel settembre 2001.
Nel 2015 si sono esibiti al Pozzuoli Jazz Festival.

## Formazione attuale
- Vincenzo Lamagna - basso
- Salvatore Rainone - batteria
- Marcello Giannini - chitarra
- Ciro Riccardi - tromba
- Derek Di Perri - armonica a bocca
- Pietro Santangelo - sassofono
- Riccardo Villari - violino

## Membri precedenti
- Domenico Angarano (2001 - 2011) - basso
- Stefano Costanzo (2002 - 2009) - batteria
- Ludovica Manzo (2005 - 2008) - voce
- Luca Barassi (2001 - 2002) - chitarra

## Discografia
- 2006 - Slivovitz - (Ethnoworld. Italia)
- 2009 - Hubris - (Moonjune Records. Stati Uniti)
- 2011 - Bani ahead - (Moonjune Records. Stati Uniti)
- 2015 - All You Can Eat - (Moonjune Records. Stati Uniti)
- 2017 - Liver (live in Milan) - (Vinyl : SoundFly. Italia / CD : Moonjune Records. Stati Uniti)

## Discografia dettagliata

### Slivovitz (2006)
Track List
1. Tempi di spari (Giannini / Di Perri) 4:31
2. Si gghiuto addò Enzo? (Pietro Santangelo) 4:44
3. Sig. M. Rapito dal Vento (Angarano / Di Perri / Giannini / Santangelo) 5:47
4. Canguri in 5 (Giannini / Santangelo) 8:45
5. Fa (molto bossa) (Angarano / Di Perri / Giannini / Santangelo) 4:49
6. Taliban (Angarano / Di Perri / Giannini / Santangelo) 3:40
7. Mai per comando (Giannini / Santangelo) 5:01
8. Primus suite (Angarano / Di Perri / Giannini / Santangelo) 4:49
9. Tilde (Stefano Costanzo)  8:53

All tracks arranged by Slivovitz.
Credits: registrato, missato e masterizzato da Massimo D'Avanzo - MD Studio (Bagnoli NA)
Artwork: Roberto di Benedetto

### Hubris (2009)
Track List
1. Zorn a Surriento (Pietro Santangelo) 4:49
2. Caldo Bagno (Giannini / Manzo) 7:31
3. Mangiare (Pietro Santangelo) 5:40
4. Errore di Parallasse (Stefano Costanzo) 5:58
5. Ne Carne (Marcello Giannini) 4:02
6. Ne Pesce (Marcello Giannini) 4:32
7. Dammi Un Besh O (Marcello Giannini) 6:13
8. CO2 (Domenico Angarano) 3:57
9. Sono Tranquillo Eppure Spesso Strillo (Pietro Santangelo) 4:44

All tracks arranged by Slivovitz.
Guests
Giovanni Imparato – bata, percussions and vocals (Caldo Bagno)
Marco Pezzenati – vibraphone (Mangiare)
Ugo Santangelo – acoustic guitar (CO2)
Credits: registrato da Luca Barassi e Enrico Rocca al Megaride Studio (Varcaturo NA)
Missato da Luca Barassi alla SAE Studios (London UK)
Masterizzato da Fabrizio De Carolis al Reference Mastering Studio (Roma)
Artwork: Alessandro Rak

### Bani Ahead
Track List
1. Egiziaca (Pietro Santangelo) 6:57
2. Cleopatra Through (Pietro Santangelo) 5:23
3. Fat (Domenico Angarano) 5:20
4. Vascello (Marcello Giannini) 6:05
5. 02-09 (Marcello Giannini) 5:37
6. Opus Focus (Pietro Santangelo) 3:51
7. Bani Ahead (Pietro Santangelo) 5:51
8. Pocho (Marcello Giannini) 5:03

All tracks arranged by Slivovitz.
Opus Focus arranged by Marcello Giannini and Pietro Santangelo
Peppe de Angelis: live electronics Ribbon Delay (Egiziaca)
Cori: Ciro, Marcello, Pietro, Riccardo and Salvatore (Pocho)
Credits: registrato da Daniele Chiariello - Zork Studio (Buccino SA)
Missato da Peppe de Angelis - Monopattino Studio (Sorrento NA)
Masterizzato da Enzo Rizzo - Soulfingers Studio (Varcaturo NA)
Artwork: Cyop@Kaf

### All You Can Eat
Track List
1. Persian Nights (Pietro Santangelo) 7:25
2. Mani In Faccia (Marcello Giannini) 5:14
3. Yahtzee (Pietro Santangelo) 7:05
4. Passannante (Ciro Riccardi) 4:16
5. Barotrauma (Pietro Santangelo) 5:41
6. Hangover (Marcello Giannini) 5:28
7. Currywürst (Marcello Giannini) 5:12
8. Oblio (Marcello Giannini) 7:08

All tracks arranged by Slivovitz.
Credits: Recorded, mixed and mastered by Fabrizio Piccolo @ Trail Studio, Naples, Italy in May /June 2015.
Artwork: Alessandro Rak

### Liver (Live in Milan)
Track List
1. Mai per Comando (Giannini / Santangelo) 5:32
2. Cleopatra Through (Santangelo) 7:37
3. Currywürst (Giannini) 7:40
4. Egiziaca (Santangelo) 8:20
5. Mani in Faccia (Giannini) 7:48
6. Negative Creep (Cobain) 4:32
7. [CD EDITION] Caldbagno (Giannini/Manzo) 6:49

All tracks arranged by Slivovitz.
Credits: Recorded live, May 27th 2016 (except track 7, January 25th 2014) by Walter de Vercelli at Casa di Alex (Milan) with Record & Live Equipment Presonus Studio Live 32.4.2AI. Mixed by Fabrizio Piccolo at Trail Music Lab (Napoli, October 2016). Mastered by Antonio Ruggiero at Absolute Mastering Studio, Pollena Trocchia (Na), November 2016.